# Mariana Alcoforado
Mariana Alcoforado, née le 22 avril 1640 à Beja et morte le 28 juillet 1723 dans la même ville, est une religieuse portugaise du Couvent de Nossa Senhora da Conceição (Notre Dame de la Conception) à Beja, dans l'Alentejo, Portugal. Elle a été considérée comme auteur des cinq Lettres portugaises  qui auraient été adressées à Noël Bouton de Chamilly, comte de Saint-Léger, officier qui se battit sur le sol portugais, sous les ordres de Frederic de Schomberg, pendant la Guerra da Restauração (Guerre de Restauration de l'indépendance), mais le débat tend aujourd'hui plutôt à attribuer la paternité des Lettres portugaises à Gabriel de Guilleragues.

## Biographie

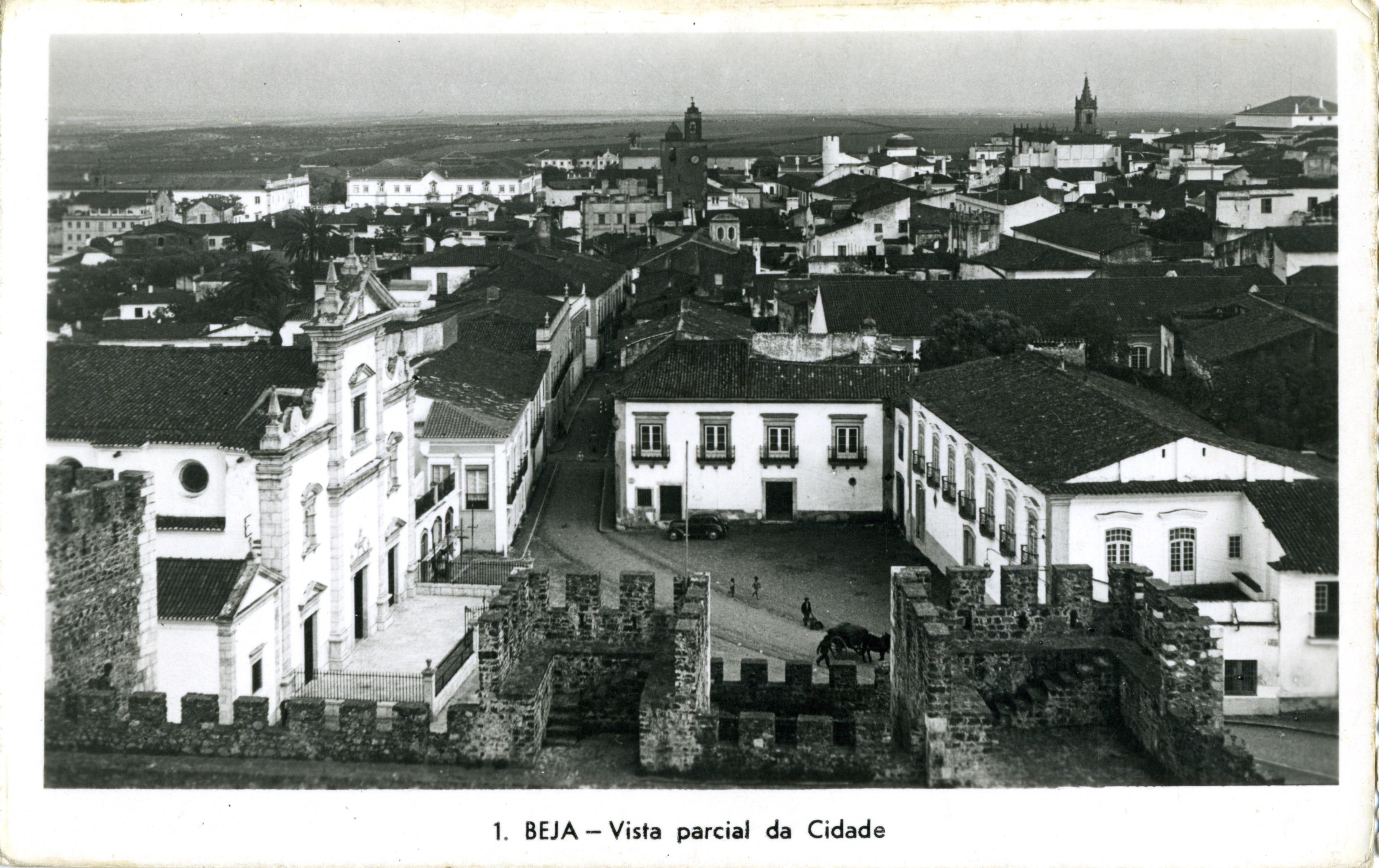
Vue de Beja, avec au fond, à droite, le couvent de la Conception.

C'est déjà sur le testament de sa mère que Mariana fut nommée religieuse du Couvent de la Conception. Sans aucune inclination mystique, elle était ainsi destinée à la vie monastique, destin identique à celui de beaucoup d'hommes et de femmes de l'époque, enfermés dans des monastères par décision des parents.
Les amours qu'elle aurait eues avec Chamilly, qu'elle aurait vu pour la première fois de la fenêtre de son couvent, d'où elle assistait à des manœuvres du régiment, auraient eu lieu entre 1667 et 1668. Mariana faisait partie de la puissante famille des Alcoforado, et il est probable qu'il y eut au moins des suspicions. Peut-être effrayé par les conséquences, Chamilly sortit du Portugal, prétextant la maladie d'un frère. Et promit de l'envoyer chercher. C'est dans cette attente vaine, qu'elle aurait écrit ces lettres, qui racontent cette histoire, toujours recommencée : espoir au début, suivi d'incertitude, et enfin conviction de l'abandon. Ces écrits plein d'émotion firent vibrer la noblesse française, habituée aux conventions. Et amenèrent dans cette société frivole le goût âcre du péché et de la douleur, la publication des Lettres portugaises étant accompagnée de fuites quant à sa provenance.
Mariana devint écrivain du couvent, puis fut nommée abbesse, et mourut à un âge avancé.
Dans la bibliothèque des Alcoforado on trouva de nombreux livres en français, indice probable que cette famille se servait fréquemment de cette langue, au moins pour la lecture.

## Lettres portugaises traduites en français

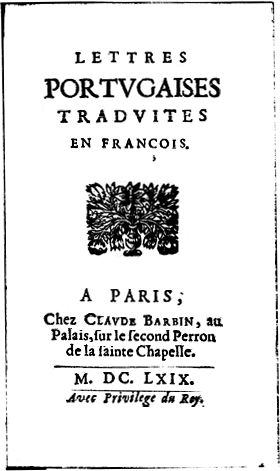
Lettres portugaises, 1re édition.

C'est le 4 janvier 1669, que le célèbre libraire parisien Claude Barbin publia sous le titre Lettres portugaises traduites en français un petit ouvrage qui trouva rapidement beaucoup d'acheteurs.
Le théâtre de Jean Racine avait fait naître le goût d'un nouveau romanesque. Les Amadis et Clélies commençaient à lasser les lecteurs, mais qu'une nonnain exprimât en français une passion sans espoir, voilà qui l'assurait d'être lue et comprise par un public qui ne demandait qu'à s'émouvoir.
Par surcroît, les Lettres portugaises se présentaient entourées d'un mystère qui en renforçait l'attrait. Barbin prétendait ne savoir ni à qui les avait adressées une religieuse éperdue, ni qui les avait traduites, et ne donnait aucun renseignement sur la provenance du texte d'après lequel il les avait fait imprimer. Pourtant, quelques semaines plus tard, une contrefaçon de son édition, venue de Hollande sous la fausse rubrique de Cologne, désignait nommément deux personnages : le chevalier de Chamilly et M. de Guilleragues, comme les responsables de la publication des Lettres, dont l'authenticité n'était d'ailleurs pas mise en doute. Chamilly, prétendait-on, avait reçu ces lettres, Guilleragues s'était chargé de les traduire.

## Comte de Lavergne de Guilleragues
Ces précisions furent accueillies sans méfiance. Elles ne heurtaient pas la vraisemblance. M. de Guilleragues était un des bons lettrés de son temps, et rien ne s'opposait à ce qu'il eût pu donner une élégante tournure à la correspondance d'une jeune portugaise flambant d'amour et de désir. Boileau qui tenait Guilleragues en haute estime, ne dit-il pas, au début de sa cinquième Épître :

« Esprit né pour la cour et maître en l'art de plaire, - Guilleragues, qui sait et parler et se taire, - Apprends-moi si je dois ou me taire ou parler. »

Barbin avait obtenu le 28 octobre 1668 un privilège de publication et fait enregistrer ce privilège, le 17 novembre de la même année, dans "la Communauté des marchants Libraires & Imprimeurs... suivant & conformément à l'Arrest de la Cour du Parlement du 8 avril 1653", ce privilège, un droit d'impression, est accordé pour un ouvrage réunissant plusieurs textes de Guilleragues, savoir :
Les Valentins, Lettres Portugaises, Épigrammes et Madrigaux. Cet ouvrage ne fut pas édité tel quel, mais à quelques mois d'intervalle, furent distribués en librairie d'abord les Lettres Portugaises, puis Les Valentins...
Achevé d'imprimer en 1669, le succès de ce volume fut si grand dès sa parution que cinq éditions en furent publiées en sept mois. Barbin en donna deux, Pierre du Marteau, libraire à Cologne (une fausse adresse typographique), également deux & Isaac van Dyck, d'Amsterdam, en édita une qui fait partie des collections elzéviriennes & que l'on croit avoir été imprimée à Bruxelles.
« Dans la confusion des opinions émises à cette époque, les Portugaises furent d'abord attribuées à Guilleragues parce que le volume ne portait aucun nom d'auteur. Guilleragues laissa dire. Il avait beau jeu. Le véritable auteur ignorait le sort de ses lettres intimes. Mais cette hypothèses fut bientôt abandonnée. Les chercheurs sérieux et éclairés trouvèrent dans le privilège de publicité du livre la meilleure réfutation de cette hypothèse. Le privilège, bien que confus et incomplet, dit que Guilleragues avait participé à cette publication en qualité de traducteur et que c'était pour cette raison qu'il en assumait la responsabilité littéraire sur le Registre officiel... » - Louise Delapierre.

## Noël Bouton, Chevalier de Chamilly
Quant à Noël Bouton, chevalier de Chamilly, on savait qu'il venait de passer quatre ou cinq ans au Portugal comme officier d'un des régiments que Louis XIV y avait envoyés pour soutenir le roi Alphonse VI, alors en guerre avec l'Espagne (Guerre de Restauration). Il n'était pas impossible qu'au cours de son séjour, entre 1663 et 1668, M. de Chamilly eût séduit une de leurs couventines. Tous les cloîtres abritaient en ce temps-là des personnes bien nées.
La discipline n'était sans doute pas très sévère dans ces maisons peuplées de créatures qui n'étaient souvent allées à Dieu qu'avec une résignation mêlée de dépit. Ajoutons que M. de Chamilly avait eu trente ans en 1666. Un guerrier, à trente ans, est rarement enclin à la réserve avec les étrangères qui lui font les yeux doux.
À la religieuse seule on ne sut longtemps quel nom attribuer. On ne connaissait d'elle que le prénom qu'elle se donne dès sa première lettre : Marianne.

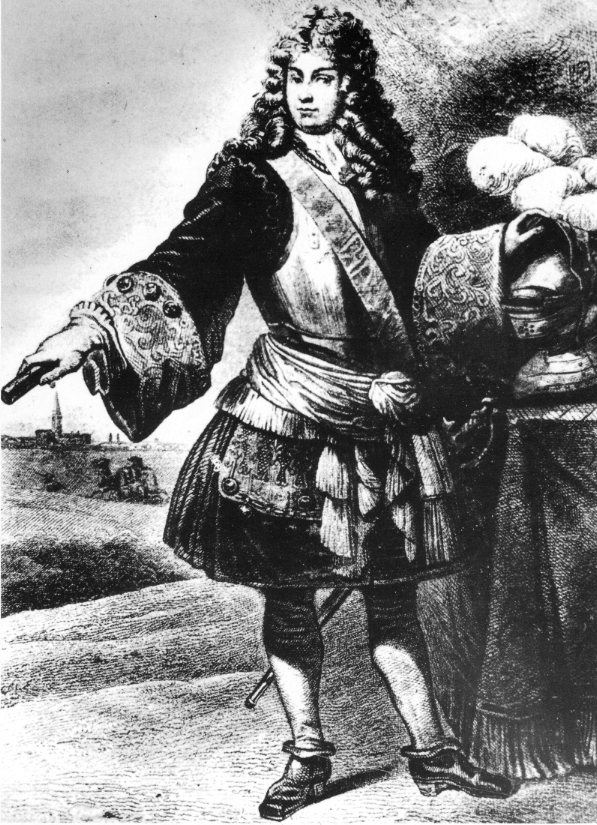
Le Chevalier de Chamilly.

## Marianne Alcoforado, religieuse de Beja
Ce n'est qu'en janvier 1810 qu'elle commença d'être pourvue d'une manière d'état-civil, grâce au savant Boissonade, lequel dans un article publié par le Journal de l'Empire, se révéla possesseur d'un exemplaire des Lettres portugaises enrichi d'une note manuscrite ancienne disant :
« La religieuse qui a écrit ces lettres se nommait Marianne Alcaforada, religieuse à Beja, entre l'Estramadure et l'Andalousie. Le cavalier à qui ces lettres furent écrites était le comte de Chamilly, dit alors le comte de Saint-Léger. »
Les recherches effectuées dans les archives du couvent de Beja devaient confirmer qu'il y avait eu, dans cette communauté, une religieuse du nom de Mariana Alcoforado, née le 22 avril 1640, et donc de 4 ans plus jeune que Chamilly.
À un siècle et demi de distance les précisions fournies par la seconde édition des Lettres portugaises se trouvaient renforcées de la façon la plus inattendue.

## Médaille curieuse...
Revenons à Chamilly : on sait qu'après avoir fait campagne au Portugal, il fut appelé à participer à la campagne de Candie, et l'on a pu lire, dans une sorte de petit roman paru en 1672, quelques lignes qui donnent à penser que ses amours avec Mariana n'ont pas été une simple invention littéraire. Le roman auquel on fait allusion s'intitule la Médaille curieuse où sont gravez les principaux écueils de tous les jeunes cœurs. L'auteur, dissimulé sous les initiales L.C.d.V., qui signifient probablement : le comte de V..., y raconte que, se trouvant sur le navire qui conduisait ses troupes de Toulon à Candie, il vit un ecclésiastique, le père Chavigny, « fondre sur les originaux des lettres de cette religieuse portugaise, que celuy à qui elle les adressoit tenoit pour lors entre les mains, en les montrant à un de ses amis... Quelles délices n'eut pas ce bon Père à jeter de si jolies et si touchantes choses dans la mer, où M. de Chamilly les voyant abismer peu à peu offrit beaucoup d'argent à des matelots pour les sauver ».

## Doutes
Cependant des doutes subsistent, doutes qui trouvent leurs arguments de ces lettres mêmes :
La religieuse se plaint que sa mère lui ait parlé avec aigreur. Or, Marianne Alcoforado avait déjà perdu sa mère lorsque Chamilly revint du Portugal en France.
En ce qui concerne cette objection, on peut avancer que dans un couvent la "mère", est la mère supérieure, en portugais "madre", différente de "mãe" qui s'applique à sa propre mère.
En français, dans ce passage, on dirait "la mère supérieure", mais en portugais, comme il ne peut y avoir de confusion, dans ce même passage, on écrirait "minha madre" (ma mère). D'où une possible confusion du traducteur, ou de l'auteur lui-même, ayant le portugais comme langue maternelle et écrivant en français.
La religieuse évoque dans un passage, un balcon "d'où l'on voit Mertola"  (et non "la mer", comme semble le penser Eugène Green, dans son film, La Religieuse portugaise, et c'est d'ailleurs l'argument qu'il donne pour ne pas croire en l'attribution à Mariana ! En effet de Beja, il est impossible de voir la mer...) : Donc cinquante quatre kilomètres séparent Beja de Mértola. Avec les meilleurs yeux du monde, il est difficile d'apercevoir une ville aussi distante.
Cependant à cette objection, on fera remarquer, d'abord, qu'il s'agit peut-être d'une traduction, et qu'une traduction est au mieux une "belle infidèle", surtout au XVIIe siècle, et ce d'autant plus pour quelqu'un qui ne connaît pas la région qu'il évoque.
Il existe à Beja, une porte monumentale appelée "Porta de Mértola", cette porte se trouve en face de la supposée fenêtre, dont parle l'auteur des lettres. Comment alors ne pas penser simplement que Mariana ayant écrit « donde se vê as portas de Mértola » (d'où l'on voit les portes de Mértola), Guilleragues aurait traduit en simplifiant, par « d'où l'on voit Mértola » ? Ou bien au cas où ces lettres aient été écrites directement en français, ne peut-on évoquer le fait que les éditions du XVIIe siècle étaient  pleines d'erreurs de transposition du texte original ? Est-ce extraordinaire que le typographe lui-même ait pu changer « d'où l'on voit les portes de Mértola », par « d'où l'on voit Mértola », s'agissant de petites villes de province isolées, qui plus est situées dans un pays lointain et bien peu connu ?
C'est cependant surtout sur ces deux arguments que les chercheurs, et aujourd'hui la presque totalité de l'édition française, en ont conclu que ces lettres n'avaient pas été écrites par une religieuse enfermée dans un couvent de Beja, qui par extraordinaire s'appelait Mariana comme la narratrice elle-même, qui avait vécu à la même époque que l'héroïne, qui aurait pu avoir fréquenté Chamilly, etc., dont le nom même complet est découvert par un savant français écrit sur une ancienne édition, alors qu'on ne savait rien de Beja, ni de cette religieuse (ce fut par la suite que l'on en découvrit des traces biographiques dans le couvent même)...
Sur ces arguments donc, et sur d'autres qui suivent, il est aujourd'hui admis en France, surtout après les études de Frédéric Deloffre, que c'est Guilleragues l'auteur de ces lettres, dont le « style et les images sont d'un classicisme sans reproche ».
Cependant quelques remarques à ce sujet, d'abord Marc Escola, in Atelier de Théorie Littéraire : l'auteur comme fiction : Guilleragues :
« Aucun témoignage ne désigne nommément Guilleragues comme l'auteur des LP ? Réponse (de Deloffre) : " tous les documents le désignent " (implicitement…). Remarque : le seul document reste le Privilège qui associe les LP et le nom de Guilleragues à une autre œuvre au moins dont on est sûr qu'elle relève d'une activité collective (Les " Valentins "  qui comme les " Questions " sont un jeu de société  : pour jouer, il faut " mettre le nom de trente hommes et celui de trente femmes, dans soixante morceaux de papier séparés, et copier séparément les soixante madrigaux. Après avoir tiré séparément le nom d'un homme et celui d'une femme, on tire deux madrigaux pour voir ce qu'ils disent l'un à l'autre. ".  L'homme était incapable d'écrire un chef-d'œuvre ? Ce sera toute l'entreprise de Deloffre (Guilleragues par lui-même) que de montrer que Guilleragues était capable des LP… Série d'arguments assez minces pris isolément, mais qui forment selon Deloffre un faisceau de présomptions qui vaut certitude (ex. : Guilleragues a collaboré avec Molière ! en réalité : un bout de rôle dans un ballet représenté chez Conti dont il était secrétaire…) »".
Ensuite Philippe Mangeot :
« Borgès a écrit de jolies choses là-dessus : le Don Quichotte rédigé par Pierre Ménard au début du XXe siècle correspond au mot près à celui de Cervantès, mais il n’en est pas moins radicalement différent, et peut-être même plus intéressant encore, dans la façon dont il thématise son anachronisme. Reste que l’anonymat inaugural des Lettres portugaises et sa postérité donnent au paradoxe borgésien un tour de vis supplémentaire. Car on peut tout aussi bien avancer que le nom de l’auteur détermine la lecture du texte que l’inverse : le sens élaboré au gré de la lecture des lettres, et bientôt le discours qui l’accompagne — dans les conversations mondaines, dans les articles savants, dans les essais critiques, dans l’appareil éditorial — ont conduit à l’invention d’un auteur ou d’un autre, censé les certifier et les garantir. Dans le premier cas, le nom de l’auteur précède une lecture qu’il oriente et contraint ; dans le second, il est projeté par la lecture elle-même, qu’il cautionne et autorise. […] »...

### Quelques indices
Une piste peut-être de l'authenticité de ces lettres, traduites sans doute ensuite par Guilleragues, c'est leur succès extraordinaire à l'époque même où tous les protagonistes étaient encore en vie. La cour française au XVIIe siècle est un cercle fermé où tout finit par se savoir... Or personne à cette époque-là (à quelques exceptions près, plus proches de certaines idées reçues, à la façon de Rousseau, qui les jugeaient écrites par un homme, parce qu'il trouvait ces lettres trop belles pour avoir été écrites par une femme, que d'un véritable esprit critique) ne remet en question l'authenticité de ces lettres. Saint-Simon même, curieux de tout, n'en doute pas un instant : lorsqu'il relate la mort de Chamilly (1715) , il dit dans un premier passage : « À le voir et à l'entendre (Chamilly), on n'aurait jamais pu se persuader qu'il eût inspiré un amour aussi démesuré que celui qui est l'âme de ces fameuses Lettres portugaises » ; puis y fait une deuxième allusion plus détaillée : « il (Chamilly) avait si peu d'esprit qu'on en était toujours surpris, et sa femme, qui en avait beaucoup, souvent embarrassée. Il avait servi jeune en Portugal, et ce fut à lui que furent adressées ces fameuses Lettres portugaises par une religieuse qu'il y avait connue et qui était devenue folle de lui. »
Comment après un tel succès, pour un auteur dont rien d'autre n'était connu, à part peut-être ses bons mots, dont les "Valentins" que l'on a aujourd'hui extirpés de l'oubli, pour essayer de prouver la parenté de style, et qui prouvent tout au plus la distance astronomique qu'il peut y avoir entre un chef-d'œuvre et une plaisanterie, même si on peut, en regardant de très, très près, jusqu'à en avoir la vision déformée, retrouver certains mots, qui sont du français de l'époque, et qui peuvent prouver (?) tout au plus (et en forçant le trait) qui est le traducteur (étant entendu qu'un traducteur comme il a été dit, surtout à l'époque, s'approprie le texte traduit, de façon parfois très personnelle, ce qui n'en fait pas l'auteur pour autant), comment après un tel succès, Guilleragues, s'il s'agissait de l'auteur, n'aurait-il pas été tenté de s'en vanter auprès de tout le monde ?
Il ne l'aurait pas fait parce que (si c'était le cas) il ne faisait que traduire les écrits d'une pauvre nonne enfermée à jamais dans un couvent, et que Chamilly par la force des choses le savait... Il ne l'aurait pas fait aussi (peut-être) pour se délecter de l'effet produit, l'homme ayant prouvé par la suite, dans ses missions diplomatiques, sa patience et son sang-froid... Le débat reste ouvert.
Par ailleurs, pourquoi Chamilly, après tout ce remue-ménage, n'a-t-il pas déclaré officiellement qu'il s'agissait de lettres à lui adressées par cette pauvre femme délaissée, et dont les lettres d'amour étaient ainsi livrées en pâture ? chacun peut le comprendre, même si, bien sûr, ce qu'on suspectait, ou ce qu'on savait, il ne le démentit pas...

## Mort de Mariana

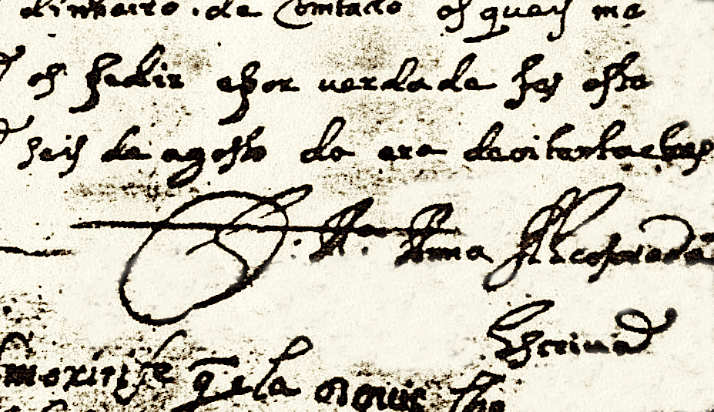
Autographe de "Maria Anna Alcoforada" comme écrivain du couvent de Beja.

"Le vingt-huit juillet mille sept cent vingt-trois est décédée, dans ce Couvent Royal de Notre Dame de la Conception, Mère Dona Mariana Alcanforada à l'âge de quatre-vingt-sept ans (elle n'avait que quatre-vingt-trois ans), tous passés au service de Dieu. Elle fréquentait assidûment le Chœur & les Communautés, accomplissait en tout ses obligations, était très exemplaire, personne ne se plaignait d'elle car elle était très douce pour tous.
"Elle fit pendant trente ans de rigoureuses pénitences, souffrit de grandes maladies avec patience désirant toujours souffrir davantage, & quand elle connut que sa dernière heure était venue, demanda les sacrements, les reçut en pleine connaissance, rendant grâces à Dieu de les avoir reçus & elle s'éteignit ainsi en donnant les signes de la prédestination, parlant jusqu'au dernier moment.
" En foi de quoi, moi, D. Ant(on)ia Sophia Bap(tis)ta de Almeida, secrétaire du Couvent, j'ai fait cet acte que j'ai signé le même jour, mois & année, ut supra. D. Ant(on)ia Sophia Bap(tis)ta de Almeida, secrétaire"
Texte de l'acte de décès relevé fol. 70 v°, dans le registre de l'époque du couvent.

## Sources
- Lettres de la religieuse portugaise, Marianna Alcoforado. L'Édition d'Art Henri Piazza, MCMLXVI (1965)
- Lettres de la religieuse portugaise, Mariana Alcoforado. Lettres portugaises, suivies d'une étude historique & de notes par Louise Delapierre. Frontispice de Jacques Darche. le club français du livre, Classiques n°25, c. 1951
- (en) « Marianna Alcoforado », dans Encyclopædia Britannica [détail de l’édition], 1911 (lire sur Wikisource).
- (en) Lefcourt Charles R., « Did Guilleragues Write "The Portuguese Letters"? », Hispania, vol. 59, no 3,‎ septembre 1976, p. 493–497 (DOI 10.2307/340526)
- (en) Owen, Hilary, « The Love Letters of Mariana Alcoforado », Cultura, vol. 16, no 14,‎ 1997
- Cyr Myriam - "Letters of a Portuguese Nun: Uncovering the Mystery Behind a Seventeenth-Century Forbidden Love"; Hyperion Books; January 2006;  (ISBN 07-868-6911-9))
- Mariana Vaz Alcoforado